# Мечеть Халифа Алтай
Мечеть Халифа Алтай — центральная мечеть Восточно-Казахстанской области, вмещающая в себя до 3000 человек. Расположена на левом берегу реки Иртыш в городе Усть-Каменогорск. Также это одна из самых больших мечетей Казахстана.

## Архитектура мечети
Мечеть имеет 4 минарета, каждый из которых имеет высоту 63 метра, символизируя годы жизни пророка Мухаммеда. С первого взгляда можно сразу заметить преобладание здесь классического исламского стиля. Мечеть выделяется своим интерьером. Особое внимание привлекает центральная люстра высотой 7 метров и диаметром 5 метров. Эта и остальные люстры сделаны из чистого хрусталя и меди. Снаружи мечеть сияет 6 ярко-голубыми куполами. В дизайне постройки преобладают оттенки бежевого и голубого.

## История мечети
Мечеть была построена в 2012 году, а в 2017 году ей официально присвоили имя казахского писателя Халифы Алтая, который внёс бесценный вклад в развитие ислама в Республике. С тех пор она стала называться областной центральной мечетью «Халифа Алтай». Построили комплекс на пожертвования жителей региона, на отчисления со стороны предприятий, а также материальную помощь оказали спонсоры из Арабских Эмиратов.